# Hari Kostow
Hari Kostow, mac. Хари Костов (ur. 13 listopada 1959 w Piszicy koło Probisztipa) – macedoński ekonomista, bankowiec i polityk, w latach 2002–2004 minister spraw wewnętrznych, w 2004 premier Macedonii.

## Życiorys
W 1983 ukończył studia ekonomiczne na Uniwersytecie Świętych Cyryla i Metodego w Skopju. Pracował jako doradca do spraw gospodarczych i finansowych w administracji rządowej Socjalistycznej Republiki Macedonii. Pozostał w administracji publicznej również w okresie przemian politycznych. W 1994 awansował na stanowisko wiceministra finansów. W 1995 dołączył do szerokiego kierownictwa Banku Światowego. W 1996 został dyrektorem generalnym w Komerciјałna AD Banka Skopјe, jednej z największych prywatnych macedońskich instytucji bankowych, kierował nią do 2002.
W 2002 Branko Crwenkowski powierzył mu urząd ministra spraw wewnętrznych w swoim nowo sformowanym gabinecie. W czerwcu 2004, po wyborze Branka Crwenkowskiego na prezydenta, Hari Kostow stanął na czele macedońskiego rządu. W listopadzie 2004 złożył jednak rezygnację ze stanowiska premiera, co było wynikiem konfliktu z partnerem koalicyjnym reprezentującym mniejszość albańską.
Wycofał się z następnie działalności politycznej, powracając na poprzednio zajmowane stanowisko w banku. W 2008 został w nim przewodniczącym rady dyrektorów.